# Línea princesa

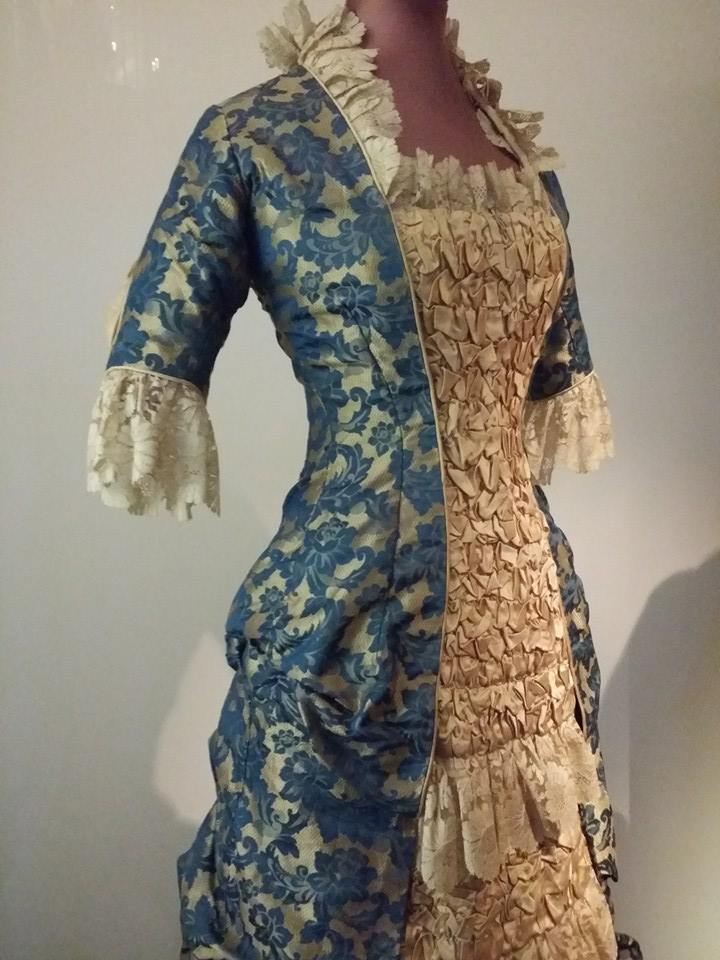
Vestido línea Princesa, 1878-1880. V&Un, CIRC.606-1962

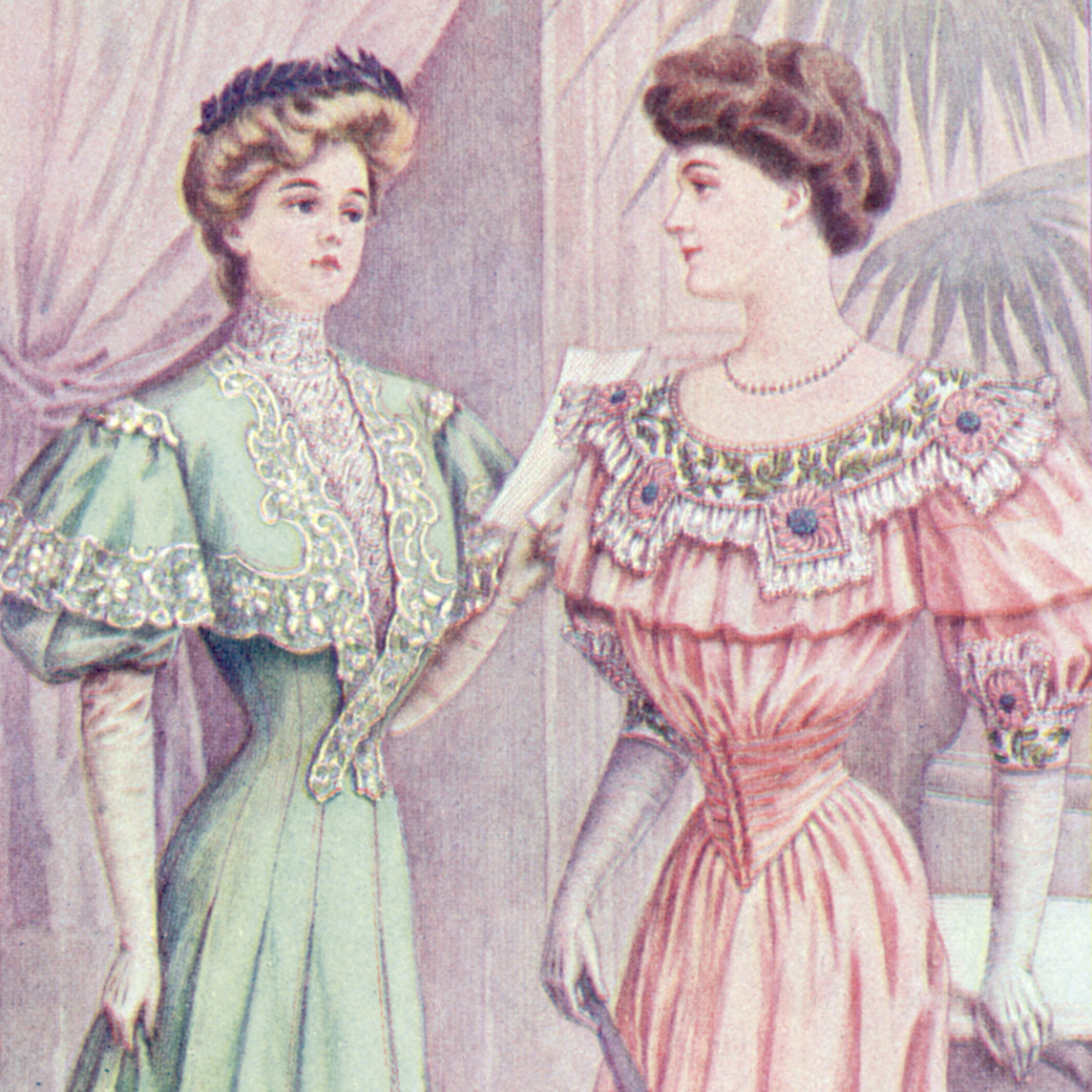
Un vestido de línea princesa se muestra a la izquierda. El otro vestido tiene una separación clara entre corpiño y falda. Septiembre de 1905.

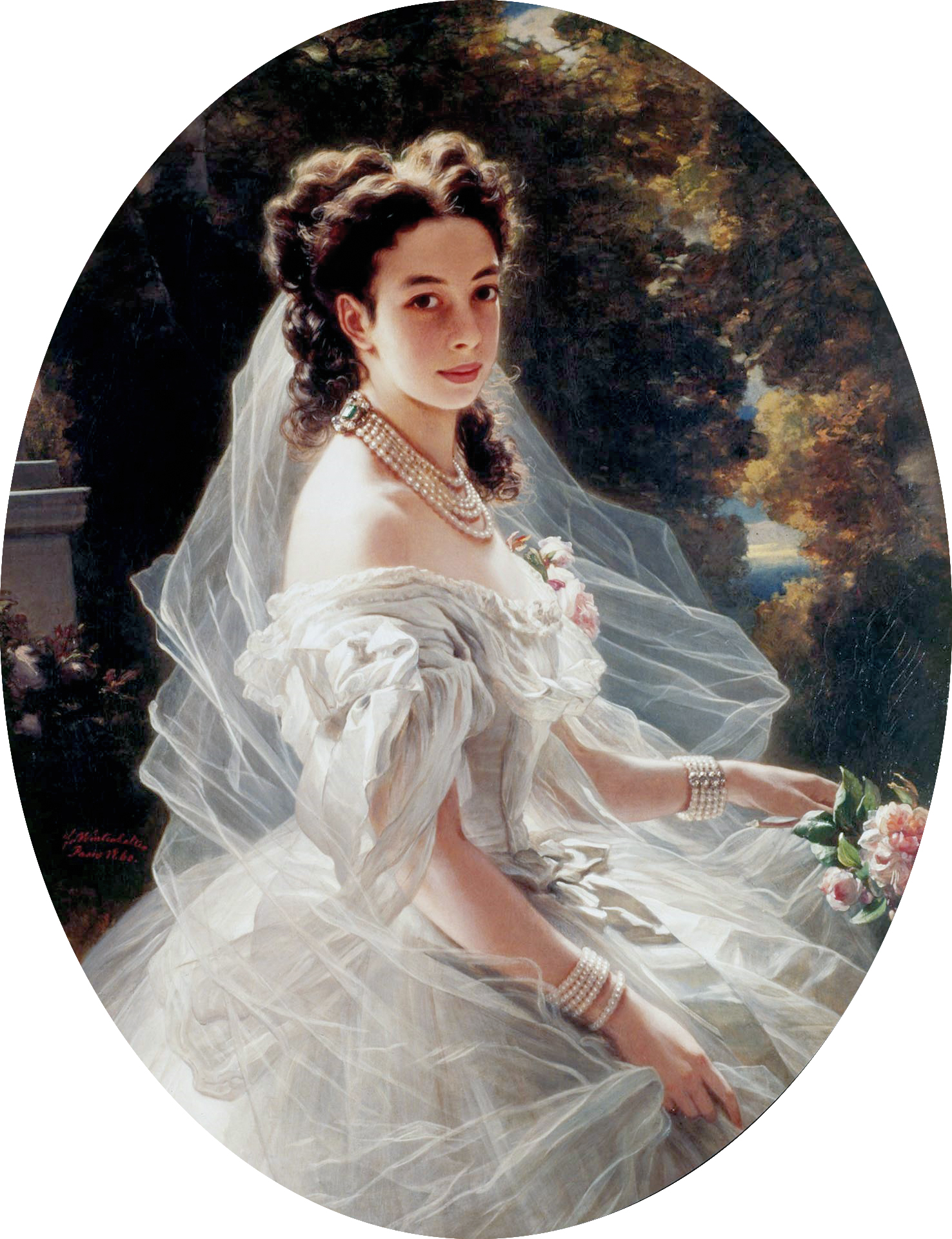
La princesa Paulina de Metternich, en cuyo honor se bautizó el vestido «línea princesa»

Línea Princesa o "vestido princesa" describe el vestido ajustado de mujer u otra prenda cortada en paneles largos sin una unión horizontal o separación en la cintura. En lugar de confiar en los dardos para dar forma a la prenda, el ajuste se logra con costuras largas y moldeadas piezas de patrón. Un nombre alternativo raramente utilizado para la línea Princesa fue el de vestido de línea francesa.

## Historia
La línea princesa es popularmente asociada con Charles Frederick Worth, quién primero la introdujo a inicios de los años 1870. Fue nombrada en honor de la famosa por su elegancia princesa Alejandra. Según otra versión, se llamó así por una clienta habitual de Worth, la princesa Paulina de Metternich. En las postrimerías de la década de 1870 y primeros 1880, el vestido Princesa fue un estilo popular. Está considerado uno  de los primeros de la moda "bodycon" (cuerpo-consciente) debido a su extremadamente ajustado y estrecho diseño, presentando la figura natural (o al menos, encorsetada) sin la distorsión del miriñaque o el polisón La 'línea Princesa a la polonesa' se llevaba sobre largas camisolas. La línea princesa era también popular para chicas jóvenes, quienes la llevaban con un fajín o, si era un poco más mayor, sobre una camisola larga.

### sigloXX
La línea Princesa fue uno de los elementos básicos del diseño y la confección de vestidos durante todo el siglo. En 1951, el modisto Christian Dior presentó una colección de moda basada en la princesa que a veces se denomina "Princess Line", aunque su nombre oficial era Ligne Longue o "Long Line".

### sigloXXI
La línea Princesa se mantiene como un estilo popular para vestidos de novia y un elemento básico de diseño para vestidos tanto de día como de noche. En los años 2010, el principio del diseño se ha llegado a aplicar conscientemente a prendas para hombre, que en general no tienen costuras en la cintura de todos modos.